# Teatro São Pedro
El Teatro São Pedro es un teatro brasilero localizado en la ciudad de Porto Alegre, en Rio Grande do Sul. Es el teatro más antiguo de la ciudad.

## Orígenes
El Teatro São Pedro surgió por iniciativa de una sociedad accionarial compuesta por doce ciudadanos, que buscaban construir un teatro - que se originalmente se llamaría São Pedro de Alcântara - cuyas ganancias serían destinadas para ayudar a la Santa Casa de Misericórdia de Porto Alegre. En vista de la loable propuesta, el entonces gobernador de la provincia Manoel Antônio Galvão donó en 1833 un terreno de 100 por 200 palmos para su construcción, cerca de la Plaza Principal, en el centro de la ciudad. Las obras fueron iniciadas en el año siguiente, pero estuvieron interrumpidas por diez años, aun en la fase de los cimientos debido a la Revolución Farroupilha ocurrida entre 1835 y 1845.

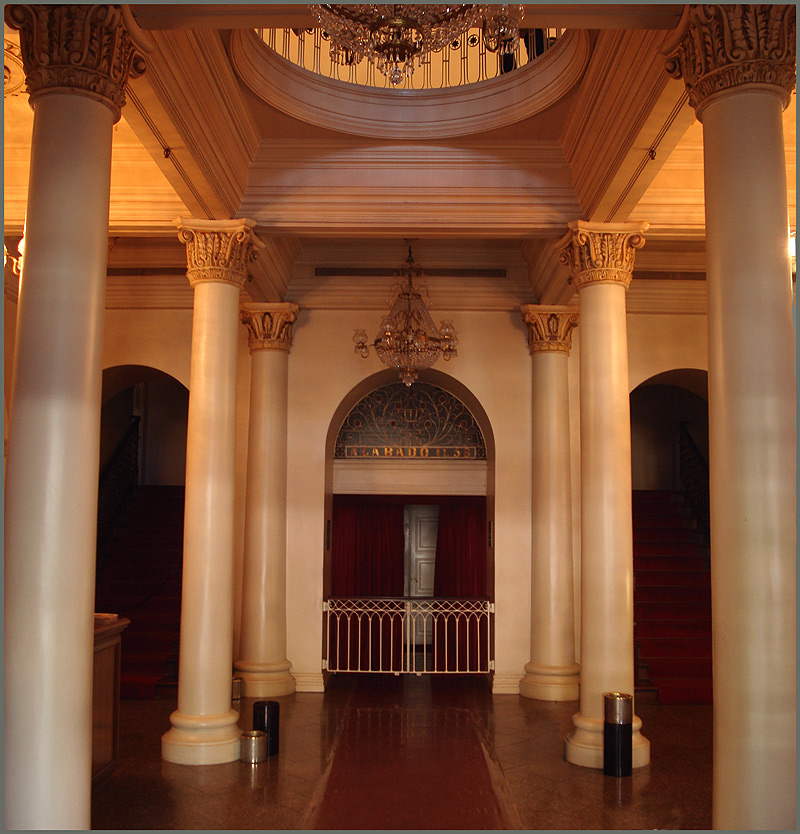
Zaguán

Después de la guerra, para continuar las obras fue constituida una nueva sociedad que, no obstante por ser de carácter privado buscó subsidios oficiales, y que fueron concedidos por los gobiernos siguientes por lo que en 1850 los trabajos fueron retomados. A pedido de la Santa Casa el proyecto fue elaborado en Río de Janeiro, y ejecutado por Felipe de Normann.
El plano previó la construcción de un edificio gemelo en el otro lado de la calle, el Tribunal de Justicia, posteriormente demolido después un incendio.
Los fondos para la construcción vinieron de un programa de loterías estatales, y finalmente el edificio de estilo neoclásico fue inaugurado el 27 de junio de 1858, con capacidad para 700 espectadores y con una decoración realizada en terciopelo y oro, en una época en que Porto Alegre apenas tenía poco más de veinte mil habitantes. Al poco tiempo la sociedad constituida para su conservación, la Asociación del Teatro, no pudo hacer frente a los gastos y el inmueble fue desapropriado por el poder público el 2 de abril de 1861.

## Apogeo y decadencia

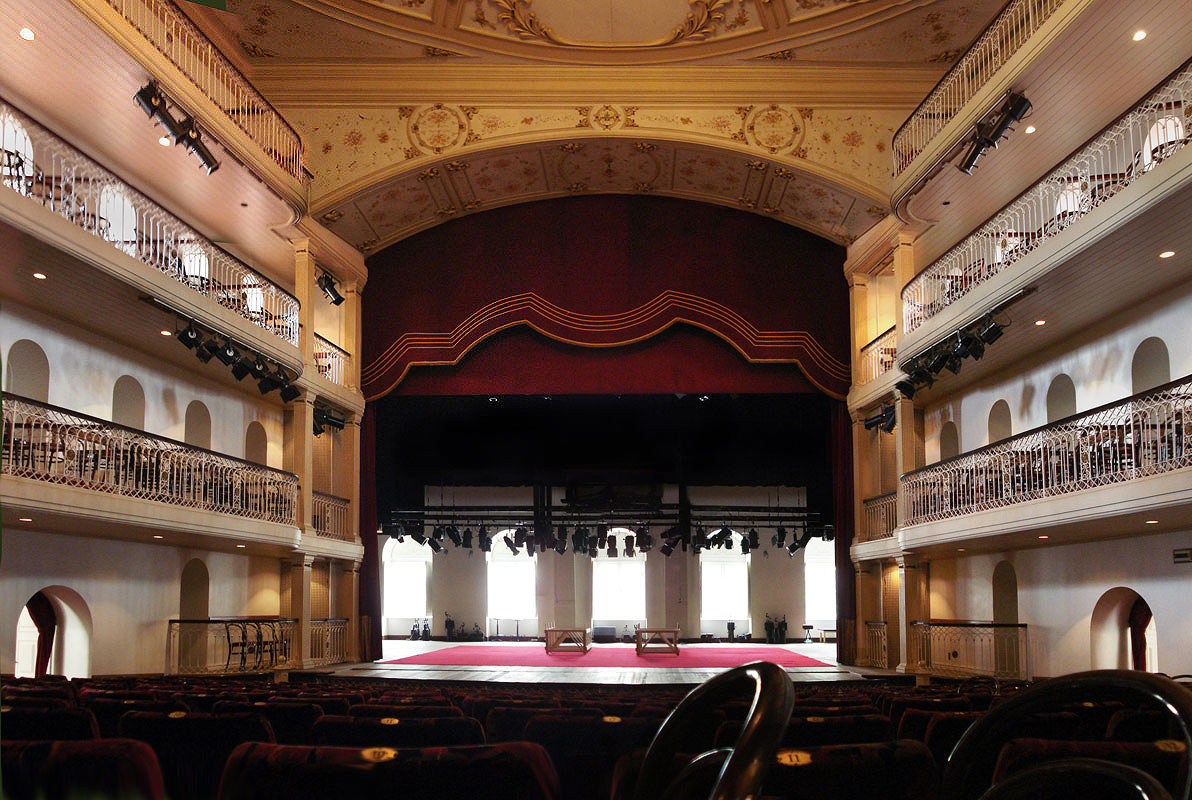
Platea y escenario.

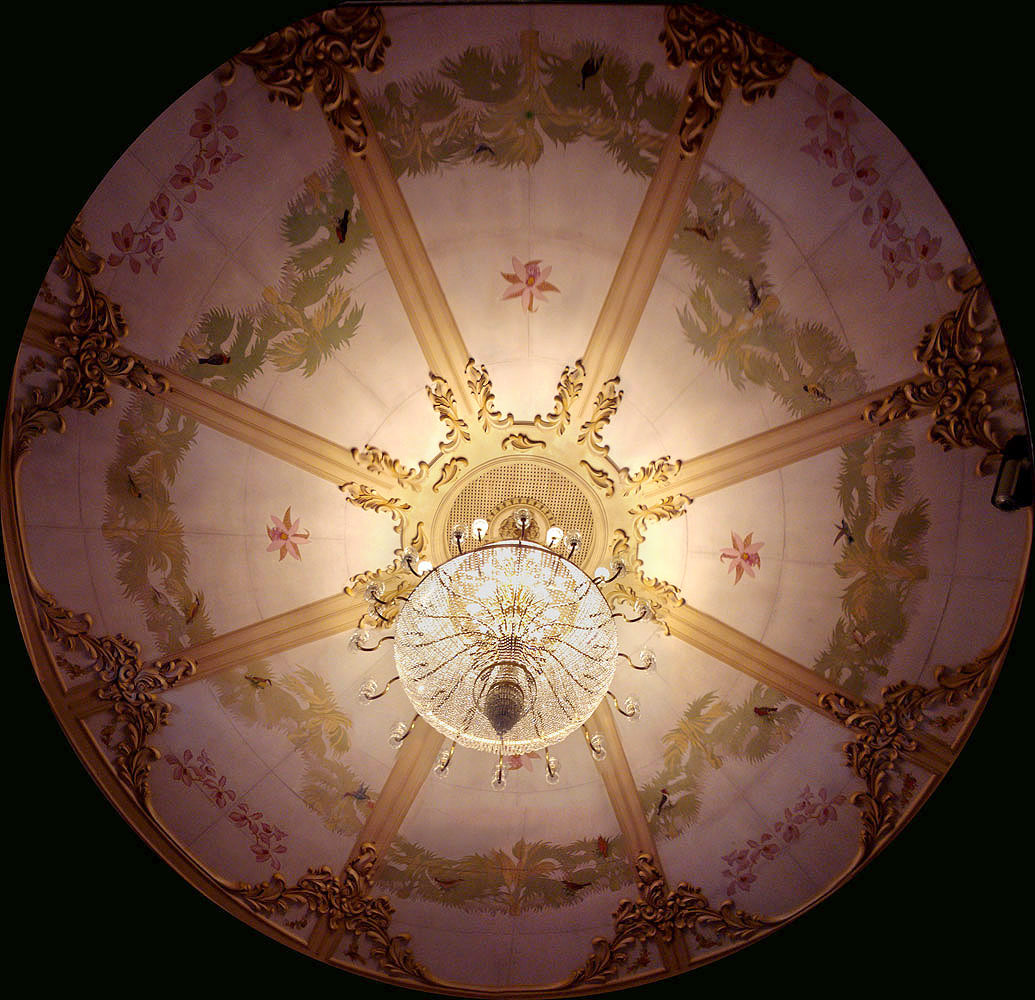
Detalle del techo sobre la platea.

Durante más de cien años, el Teatro São Pedro fue escenario de algunos de los más importantes espectáculos asistidos en Porto Alegre. Por aquí pasaron, por ejemplo, los pianistas Arthur Rubinstein, Friedrich Gulda, Magda Tagliaferro y Claudio Arrau, el maestro Heitor Villa-Lobos, las cantorlas Bidu Sayão y Marian Anderson, el dramaturgo Roman Riesch, el grupo francés Les Comediens des Champs-Elisées, la Orquesta de Versalhes, los actores Walmor Chagas, Paulo Autran, Fernanda Montenegro, Paulo Gracindo, etc.
A pesar de todo esto, en abril de 1973, el Teatro São Pedro fue suspendido por "absoluta falta de condiciones técnicas".

## Restauración y reinauguración
Las obras de restauración se iniciaron en 1975, bajo la orientación de Eva Sopher, que en la época dirigía el Instituto Proarte, con la idea de lograr la "integración del pasado con el presente".
La reinauguración aconteció en agosto de 1984, con el espectáculo de teatro de bonecos El julgamento del cupim, del Grupo Cien Modos, el musical Piaf, con Bibi Ferreira y una presentación de la Orquesta Sinfónica Brasilera dirigida por Isaac Karabtchevsky.
En su nueva fase, el teatro ha sido administrado por la Fundación Teatro São Pedro, creada en 1982 y desde entonces dirigida por Doña Eva Sopher, ligada de forma autónoma a la Secretaria de Estado de la Cultura del Río Grande do Sul. En 1985 pasó a contar con la Orquesta de Cámara Teatro São Pedro.

## Multipalco
En 1995, el equipo dirigido por Doña Eva partió en busca de nuevos terrenos en las inmediaciones, a fin de expandir el complejo del Teatro São Pedro. A partir de un concurso público, en 1998 fue seleccionado el proyecto de los arquitectos Marco Peres, Dalton Bernardes y Julio Ramos Collares para la construcción del Multipalco, cuyas obras se iniciaron en 2002.
El Multipalco contará con un teatro italiano, cúpula acústica, sala para cuerpo de baile, sala para orquesta y sala de naipes, sala para entrevistas colectivas y reuniones, salas para ensayos, restaurante, plazas, cafetería y bar, cuatro comercios y estacionamiento.